# Джудит Джанс
Джудит Джанс (на английски: Judith Ann Jance) е американска писателка, авторка на бестселъри в жанровете трилър, хорър и криминален роман. Пише под псевдонима J. A. Jance.

## Биография и творчество
Джудит Ан Джанс е родена на 27 октомври 1944 г. в Уотъртаун, Южна Дакота, САЩ. Израства в Бисби, Аризона, в семейството на Норман, застраховател, и Евелин Бък. Има две сестри. От малка чете много, а след прочитането на произведенията на Франк Баум мечтае да стане писател.
Учи в Университета на Аризона и завършва с бакалавърска степен по английска филология и педагогика през 1966 г. През 1970 г. получава магистърска степен по библиотекознание. След дипломирането си в периода 1966-1968 г. работи като учител по английска литература в гимназията в Тусон, Аризона. В периода 1968-1973 г. е училищен библиотекар в Селс, Аризона, а в периода 1974-1984 г. е застрахователен брокер и мениджър в Ню Йорк.
На 29 януари 1967 г. се омъжва за Джери Джанс, състудент и писател. Имат две деца – Джейн и Джош. Развеждат се през 1980 г. заради системният му алкохолизъм, заради който той умира през 1982 г. През 1985 г. се омъжва за Уилям Щилб, чиято жена е починала от рак на гърдата, и който има двама сина и дъщеря.
Мечтаейки да пише още колежа опитва да се включи в програмата за творческо писане, но ѝ е отказано, за разлика от съпруга ѝ. Въпреки това тя не се отказва и продължава да опитва да пише. След развода си, през 1982 г. започва да пише в свободното си време. Първият ѝ ръкопис е история по действителни серийни убийства в Тусон. Въпреки че ръкописът не е публикуван, рецензиите му я мотивират да продължи да пише.
През 1984 г. е издаден поетичният ѝ сборник „A Last Goodbye“.
Първият ѝ криминален роман „Валсът на смъртта“ от поредицата „Криминални мистерии в Сиатъл“ е издаден през 1985 г. Главен герой в него е чаровния, духовит и много земен детектив от отдела за убийства в Сиатъл. Романът става бестселър, а тя напуска работата си и се посвещава на писателската си кариера.
Следват още поредиците ѝ „Брандън Уокър“, „Джоана Брейди“ и „Алисън Рейнолдс“.
През 2010–2011 г. заедно с още 25 прочути автори на криминални романи се събират, за да напишат заедно експресивния трилър „Няма покой за мъртвите“. Освен него участници са Джефри Дивър, Питър Джеймс, Сандра Браун, Тес Геритсън, Джеф Абът, Реймънд Хури, Джон Лескроарт, и др., а световноизвестният Дейвид Балдачи изготвя предговора. Писателите влагат своята изобретателност, за да опишат превратната съдба на детектива Джон Нън, който се е справял перфектно в разследванията си. Но една-единствена грешка не му дава покой и последствията от нея го преследват с години.
Произведенията на писателката са интелигентни и мелодраматични, а героите са земни хора, които имат своя живот и проблеми, въпреки напрегнатият им живот.
През 2000 г. е удостоена с титлата „доктор хонорис кауза“ от Университета на Аризона.
Джудит Джанс живее със семейството си в Тусон, Аризона и в Сиатъл.

## Произведения

### Самостоятелни романи
- Naked Came the Phoenix (2001) – с Невада Бар, Мери Джейн Кларк, Диана Габалдон, Фей Келерман, Лайза Скоталайн, Лори Р Кинг, Вал Макдърмид, Пам и Мери О'Шонъси, Ан Пери, Нанси Пикард, Дж. Д. Роб и Марша Тали
- No Rest for the Dead (2011) – с Джеф Линдзи, Лори Армстронг, Дейвид Балдачи, Диана Габалдон, Томас Кук, Джефри Дивър, Фей Келерман, Андрю Гъли, Ламия Гули, Питър Джеймс, Лайза Скоталайн, Тес Геритсън, Реймънд Хури, Джон Лескроарт, Филип Марголин, Гейл Линдс, Алегзандър Маккол Смит, Сандра Браун, Майкъл Палмър, T. Джеферсън Паркър, Матю Пърл, Кати Райкс, Маркъс Сейки, Джонатан Сантлоуфър, Джеф Абът, Робърт Лоурънс Стайн и Марша Тали 
Няма покой за мъртвите, изд.: ИК „Обсидиан“, София (2011), прев. Боян Дамянов
- Random Acts (2016)

### Серия „Криминални мистерии в Сиатъл“ (J P Beaumont)
1. Until Proven Guilty (1985)
Валсът на смъртта, изд.: ИК „Слово“, В.Търново (1998), прев. Атанас Найденов
2. Injustice for All (1986)
Истински кошмар, изд.: ИК „Слово“, В.Търново (1999), прев. Красимир Вълчев
3. Trial by Fury (1986)
Ярост, изд.: ИК „Слово“, В.Търново (2000), прев. Евдокия Минковска
4. Taking the Fifth (1987)
Кобалтовосини обувки, изд.: ИК „Слово“, В.Търново (2002), прев. Антоанета Дончева
5. Improbable Cause (1988)
6. A More Perfect Union (1988)
7. Dismissed with Prejudice (1989)
8. Minor in Possession (1990)
9. Payment in Kind (1991)
10. Without Due Process (1992)
11. Failure to Appear (1993)
12. Lying in Wait (1994)
Ритуално убийство, изд.: ИК „Слово“, В.Търново (1998), прев. Елена Атанасова
13. Name Withheld (1996)
14. Breach of Duty (1999)
15. Birds Of Prey (2001)
16. Partner In Crime (2002)
17. Long Time Gone (2005)
18. Justice Denied (2007)
19. Fire and Ice (2009)
20. Betrayal of Trust (2011)
21. Second Watch (2013)
22. Dance of the Bones (2015)

- Ring In the Dead (2013)
- Stand Down (2015)

### Серия „Брандън Уокър“ (Brandon Walker)
1. Hour of the Hunter (1991)
2. Kiss of the Bees (2000)
3. Day of the Dead (2004)
4. Queen of the Night (2010)
5. Dance of the Bones (2015)

### Серия „Джоана Брейди“ (Joanna Brady)
1. Desert Heat (1993)
Пустинна жега, изд.: ИК „Мойри“, София (1998), прев. Анелия Данилова, Красимира Абаджиева
2. Tombstone Courage (1994)
Чуждо изкупление, изд.: ИК „Мойри“, София (1998), прев. Ирина Димитрова, Красимира Абаджиева
3. Shoot, Don't Shoot (1995)
Стреляй, не стреляй, изд.: ИК „Атика“, София (1995), прев. Елена Чизмарова
4. Dead to Rights (1996)
5. Skeleton Canyon (1997)
6. Rattlesnake Crossing (1998)
7. Outlaw Mountain (1999)
8. Devil's Claw (2000)
9. Paradise Lost (2001)
10. Partner In Crime (2002)
11. Exit Wounds (2003)
12. Dead Wrong (2006)
13. Damage Control (2008)
14. Fire and Ice (2009)
15. Judgment Call (2012)
16. Remains of Innocence (2014)
17. Downfall (2016)

- The Old Blue Line (2014)

### Серия „Алисън Рейнолдс“ (Alison Reynolds)
1. Edge of Evil (2005)
2. Web of Evil (2007)
3. Hand of Evil (2007)
4. Cruel Intent (2008)
5. Trial by Fire (2009)
6. Fatal Error (2011)
7. Left for Dead (2012)
8. Deadly Stakes (2013)
9. Moving Target (2014)
10. Cold Betrayal (2015)
11. Claw Back (2016)

- No Honor Among Thieves (2015)

### Новели
- A Last Goodbye (2014)

### Сборници
- After the Fire (1984)
- Bark M for Murder (2006) – с Лий Чарлз Кели, Вирджиния Лание и Чейси Уест
- The J. A. Jance Casebook (2011)